# 김동문
김동문(金東文, 1975년 9월 22일 ~ )은 대한민국의 전직 남자 배드민턴 선수로 현재 원광대학교 교수이자 대한배드민턴협회 회장으로 재직 중이며 전주 진북초등학교 4학년 시절 처음 배드민턴을 시작하였다. 훗날 함께 복식팀으로 활동하게 된 동료 선수인 하태권도 이 때 만나게 되었다. 1991년 주니어 국가대표팀으로 선발되었으며 고교 2학년이었던 1992년 12월 유용성, 하태권과 함께 나란히 국가대표로 발탁되었다. 1998년에는 삼성전기 배드민턴팀에 입단하였다. 1996년 애틀랜타 올림픽 혼합복식 우승을 시작으로 이후 국제대회에서 40차례 이상 우승을 차지했다.
김동문은 1996년 애틀랜타 올림픽에서 당시 대한민국 최고의 여자 선수로 꼽혔던 길영아와 혼합복식에 출전, 당시 이미 세계적인 선수였던 박주봉과 라경민 팀을 결승에서 꺾고 우승하면서 국제무대에서 주목받는 선수로 떠올랐다. 1996년에 길영아 선수의 은퇴 이후로는 라경민 선수와 호흡을 맞춰 혼합복식팀으로 활동하면서 국제대회 경기 51연승이라는 기록을 세우면서 세계 최고의 혼복팀으로 자리매김 했다. 그리고 1998년부터는 오랜 동료 선수인 하태권과 함께 복식팀으로도 활동하면서 남자복식에서도 뛰어난 성적을 거두었다. 또한 김동문은 2000년 시드니 올림픽 복식에서 동메달, 2004년 아테네 올림픽 복식에서 금메달을 획득했으며, 그외에도 많은 국제대회에서 우승을 거뒀다.
그는 오랫동안 혼합복식조로 함께 활동했던 라경민과 2005년 12월 25일 결혼했다.
2016년에 2016년 하계 올림픽 SBS 배드민턴 해설위원을 담당하였다.

## 주요 성적

### 복식
| 결과                        | 연도 | 파트너 | 결승 상대                       | 스코어             |
| --------------------------- | ---- | ------ | ------------------------------- | ------------------ |
| 올림픽                      |      |        |                                 |                    |
| 1                           | 2004 | 하태권 | 이동수 & 유용성                 | 15-11, 15-4        |
| 3                           | 2000 | 하태권 |                                 |                    |
| IBF 월드 챔피언십           |      |        |                                 |                    |
| 1                           | 1999 | 하태권 | 이동수 & 유용성                 | 15-5, 15-5         |
| 2                           | 2001 | 하태권 | 토니 구나완 & 할림 하리안토     | 15-0, 15-13        |
| 3                           | 1995 | 유용성 |                                 |                    |
| 아시아 배드민턴 챔피언십    |      |        |                                 |                    |
| 1                           | 2002 | 하태권 | 찬드라 위자야 & 시지트 부디아토 | 15–6, 15–8         |
| 1                           | 1999 | 하태권 | 장웨이 & 장준                   | 15-6 15-4          |
| 전영 오픈 배드민턴 챔피언십 |      |        |                                 |                    |
| 1                           | 2002 | 하태권 | 엥 하이안 & 플랜디 림펠리       | 7–2, 7–2, 1–7, 7–3 |
| 1                           | 2000 | 하태권 | 이동수 & 유용성                 | 15–4, 13–15, 17–15 |

### 혼합복식
| 결과                        | 연도 | 파트너 | 결승 상대                         | 스코어              |
| --------------------------- | ---- | ------ | --------------------------------- | ------------------- |
| 올림픽                      |      |        |                                   |                     |
| 1                           | 1996 | 길영아 | 박주봉 & 라경민                   | 13-15, 15-4, 15-12  |
| IBF 월드 챔피언십           |      |        |                                   |                     |
| 1                           | 2003 | 라경민 | 장준 & 가오링                     | 15-7, 15-8          |
| 1                           | 1999 | 라경민 | 사이먼 아처 & 조앤 구드           | 15-10, 15-3         |
| 2                           | 2001 | 라경민 | 장준 & 가오링                     | 10–15, 15–12, 16–17 |
| 아시아 경기 대회            |      |        |                                   |                     |
| 1                           | 2002 | 라경민 | 쿠나콘 수디소디 & 사라리 퉁송캄   | 15-10, 15-3         |
| 1                           | 1998 | 라경민 | 이동수 & 임경진                   | 15-6, 15-8          |
| 아시아 배드민턴 챔피언십    |      |        |                                   |                     |
| 1                           | 2004 | 라경민 | 수드켓 프라파카몰 & 사라리 퉁송캄 | 15–10, 17–16        |
| 1                           | 2001 | 라경민 | 밤방 수프리안토 & 미나티 티무르   | 11–15, 15–4, 15–3   |
| 1                           | 1999 | 라경민 | 리우용 & 게페이                   | 15-7 15-13          |
| 1                           | 1998 | 라경민 | 순준 & 게페이                     | 15-7, 15-8          |
| 전영 오픈 배드민턴 챔피언십 |      |        |                                   |                     |
| 1                           | 2004 | 라경민 | 김용현 & 이효정                   | 15-8, 17-15         |
| 1                           | 2002 | 라경민 | Jens Eriksen & Mette Schjoldager  | 7–3, 7–3, 7–0       |
| 1                           | 2000 | 라경민 | 리우용 & 게페이                   | 15–10, 15–2         |
| 1                           | 1998 | 라경민 | Michael Søgaard & Rikke Olsen     | 15–2, 11–15, 15–5   |